# Antisuyu

Estendard del Antisuyo.

Antisuyu o Andesuyu (quítxua Anti Suyu país anti) fou un suyu de l'Imperi Inca) situat al nord del Cusco. Era part de la regió de la selva i tenia una petita extensió. Només la regió selvàtica no va poder ser dominada pels inques; a les poques incursions en les terres de cella de muntanya van deixar petjades com la construcció de Machu Picchu. Les terres altes de la cella de selva, van servir per a la sembra de la coca, la fulla sagrada.